# Frith Lake, Thunder Bay District
Frith Lake är en sjö i Kanada.   Den ligger i Thunder Bay District och provinsen Ontario, i den sydöstra delen av landet, 1 100 km väster om huvudstaden Ottawa. Frith Lake ligger 289 meter över havet. Arean är 0,98 kvadratkilometer. Den sträcker sig 2,1 kilometer i nord-sydlig riktning, och 1,1 kilometer i öst-västlig riktning.
I omgivningarna runt Frith Lake växer i huvudsak blandskog. Trakten runt Frith Lake är nära nog obefolkad, med mindre än två invånare per kvadratkilometer.